# Square des Récollets
Le square des Récollets est un espace vert du 10e arrondissement de Paris situé au bord du canal Saint-Martin.

## Situation et accès
Le square est accessible par le 86, quai de Valmy.
Il est desservi par la ligne 5 à la station Jacques Bonsergent.

## Origine du nom
Son nom est dû à la proximité de la rue éponyme, laquelle rappelle la présence du couvent des Récollets, fondé en 1604 à cet endroit.